# Henri Jan Wienese
Henri Jan Wienese, född 4 juni 1942 i Amsterdam, är en nederländsk före detta roddare.
Wienese blev olympisk guldmedaljör i singelsculler vid sommarspelen 1968 i Mexico City.